# 電子倍增管
電子倍增管是一個能倍增入射電荷的真空偵測器。

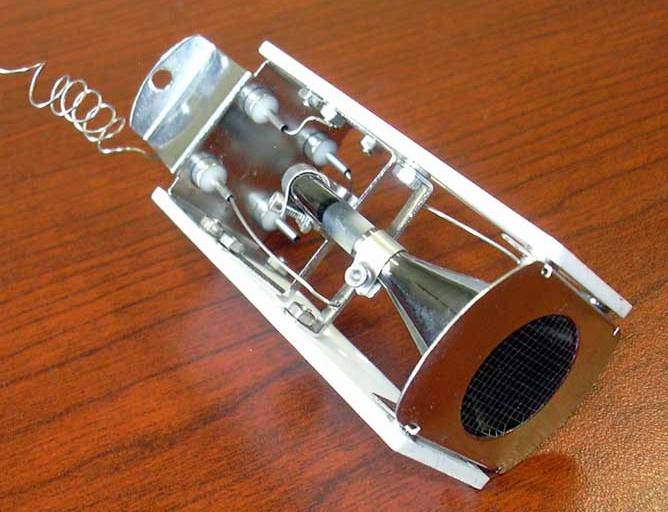
連續二次發射極電子倍增管

一個高速的帶電粒子，如電子和離子撞擊偵測器表面時，可產生二次電子；再透過適當的形狀與電場的安排，產生一連串的二次電子來倍增訊號，最後到達陽極。通常一個電子加速撞擊偵測器表面可以產生一到三個二次電子，多次撞擊使得電子數目倍增，其靈敏度相當高，可以用來偵測粒子的數目。

## 運作方式
電子倍增管通常被用來偵測離子；也可以偵測光子，由光電效應產生的光電子來觸發。另一種偵測光子的元件，光電倍增管裡，其二次電子是由一連串的電極，稱二次發射極 (dynode)，來倍增。此二次發射極為分離式的，通常每個二次發射極的電位差在 100 到 200 伏特，用來加速電子到下一個二次發射極，最後到達陽極。光電倍增管可在常壓下使用，而電子倍增管是設計在高真空環境下使用。

連續式電子倍增管示意圖

電子倍增管一般是採用連續式的二次發射極。這是因為此電極表面的高電阻，使得二次電子和加速電場的分佈可以組合在同一個元件裡，而不需要分開。
通常為漏斗狀，材料為鍍上一層半導體薄膜的玻璃所構成。另一種平面二維的偵測器，稱微通道板，也是運用相同的原理。有別於微通道板有上百萬個微通道，電子倍增管使用單一個通道，一個著名的商標為 Channeltron。

## 應用
電子倍增管被廣泛的運用在各種質譜儀裡，用來偵測被離子化並通過分析器後的離子。通常質譜儀裡都有電子倍增管和法拉第杯。在訊號很強時，使用法拉第杯；而訊號微弱時，使用電子倍增管。此外，電子倍增管也應用在電子顯微鏡，表面分析，X射線光電子能譜學等多種需要偵測微量離子或電子的分析儀器裡。

## 参看
- 光电倍增管

## 外部連結
- Burle/PHOTONIS Channeltron Handbook
- Olympus Tutorial
- How Discrete Dynode Electron Multipliers work

Template:DEFAUTLSORT:D